# Nychiodes anastomosaria
Nychiodes anastomosaria là một loài bướm đêm trong họ Geometridae.